# الدوري الكويتي 1994–95
أقيمت بطولة الدوري الكويتي الثالثة والثلاثون في موس 1994/1995، وقد أقيمت البطولة بنظام دوري الدمج بطريقة الذهاب والإياب، وقد توج نادي السالمية بطلا للدوري للمرة الثانية في تاريخه.

## ترتيب الفرق
- 1- نادي السالمية 63 نقطة
- 2- نادي القادسية الكويتي 56 نقطة
- 3- نادي كاظمة 50 نقطة
- 4- نادي الجهراء 49 نقطة
- 5- نادي الكويت 41 نقطة
- 6- نادي العربي الكويتي 40 نقطة
- 7- نادي اليرموك 32 نقطة
- 8- نادي خيطان 31 نقطة
- 9- نادي التضامن الكويتي 28 نقطة
- 10- نادي الساحل الكويتي 26 نقطة
- 11- نادي الفحيحيل 25 نقطة
- 12- نادي النصر الكويتي 24 نقطة
- 13- نادي الصليبيخات 24 نقطة
- 14- نادي الشباب الكويتي 6 نقاط

## ترتيب هدافي البطولة
- علي مروي (السالمية)
- عبد العزيز حمادة (السالمية).[1]

## أرقام من البطولة
- أكثر الفرق تحقيقا للفوز هو نادي السالمية برصيد 20 فوز.
- أقل الفرق تحقيقا للفوز هو نادي الشباب الكويتي حيث لم يفز بأي مباراة.
- أقل الفرق الذين حققوا التعادل هو نادي السالمية برصيد 3 تعادلات.
- أكثر الفرق التي حققت التعادل هما نادي العربي الكويتي ونادي الفحيحيل برصيد 10 تعادلات.
- أقل الفرق تعرضا للخسارة هو نادي السالمية برصيد 3 هزائم.
- أكثر الفرق تعرضا للخسارة هو نادي الشباب الكويتي برصيد 20 هزيمة.
- أكثر الفرق تسجيلا للأهداف هو نادي السالمية برصيد 55 هدف.
- أقل الفرق تسجيلا للأهداف هو نادي الشباب الكويتي برصيد 12 هدف.
- أقل الفرق تعرضا للأهداف هو نادي السالمية برصيد 17 هدف.
- أكثر الفرق تعرضا للأهداف هو نادي الشباب الكويتي برصيد 66 هدف.